# Nemipterus elaine
Nemipterus elaine là một loài cá biển thuộc chi Nemipterus trong họ Cá lượng. Loài cá này được mô tả lần đầu tiên vào năm 2020.

## Từ nguyên
Từ định danh elaine được đặt theo tên của Elaine Heemstra, công tác tại Viện Đa dạng sinh học thủy sinh Nam Phi, người đã giới thiệu loài này đến với tác giả Russell, cũng nhằm vinh danh những đóng góp của bà đối với ngành ngư học ở Tây Ấn Độ Dương.

## Phân bố và môi trường sống
N. elaine chỉ được biết đến trong phạm vi giới hạn ở vùng biển Mozambique và Tanzania. Giống như những loài Nemipterus khác, N. elaine sống trên nền đáy cát và bùn ở vùng nước ngoài khơi, được tìm thấy ở độ sâu khoảng 25–129 m.

## Mô tả
Chiều dài cơ thể lớn nhất được ghi nhận ở N. elaine là 30 cm. Loài này có mối quan hệ gần gũi về mặt hình thái và di truyền với Nemipterus randalli, nhưng khác là N. elaine có vây ngực và vây bụng ngắn hơn, và thùy đuôi trên có một tia sợi ngắn màu vàng tươi (một sợi dài màu đỏ ở N. randalli).
Số gai vây lưng: 10; Số tia vây lưng: 9; Số gai vây hậu môn: 3; Số tia vây hậu môn: 7; Số gai vây bụng: 1; Số tia vây bụng: 5.

## Sử dụng
N. elaine chỉ được xem là sản lượng không mong muốn, và có khả năng bị nhầm lẫn với Nemipterus bipunctatus trong những lần đánh bắt truóc đó.